# Eyvind Sucksdorff
Gustaf Eyvind Sucksdorff, född 7 april 1899 i Vesanto, död 19 oktober 1955 i Helsingfors, var en finländsk geodet. Han var far till geofysikern Christian Sucksdorff.
Sucksdorff blev filosofie doktor 1940. Han blev 1927 föreståndare för det geofysiska observatoriet i Sodankylä och arbetade från 1945 som äldre meteorolog vid meteorologiska centralanstalten i Helsingfors.
Sucksdorff spelade en framträdande roll inom det internationella forskningssamarbetet på jordmagnetismens område och var därtill ordförande i det astronomiska sällskapet Ursa. Han utgav bland annat verket Die erdmagnetische Aktivität in Sodankylä (2 band, 1942–1955).